# Joseph Anton Nagel
Joseph Anton Nagel, Avstro-ogrski matematik, jamar in kartograf, * 3. februar 1717, Rittberg; † 7. maj 1794, Dunaj.

## Življenje in delo
Nagel je prišel na Dunaj leta 1740 na študij matematike. Za potrebe znanstvenih študij in raziskav avstro-ogrskih dežel je potoval po monarhiji, leta 1747 po današnji Avstriji, leta 1748 pa po Sloveniji in Moravski. Pomembne so njegove raziskave jam, tudi Postojnske jame, jame Vilencica, jame Predjama, za paleontologijo pa so pomembne zaradi fosilov, ki jih je videl in opisal. Nasprotoval je razlagi "velikanskih in zmajevih kosti".  
Njegov rokopis poročila (17 poglavij na 98 dvojnih straneh s 25 risbami na 22 ploščah) o teh raziskavah in jamskih ogledih - "Opis na najvišji ukaz Njegovega rimskocesar. in kralj. veličanstva Franca I. raziskanih redkosti narave, ki se nahajajo v vojvodini Kranjski" - se nahajajo v Narodni knjižnici na Dunaju. Rokopisno poročilo je skuaj z drugimi bakrorezi opremil s prvim doslej znanim načrtom Postojnske jame.  V tako imenovani »kamniti knjigi podpisov« v Rovu starih podpisov Postojske jame, kjer so se podpisali tisti, ki za vedno ostajajo pionirji razvoja Postojnske jame, najdemo poleg plemenitega Lowengreifa,  Aloisa Schaffenratha in Josipa Jeršinoviča tudi njegovo ime. 
Leta 1760 je postal na ukaz cesarja Franca I. dvorni matematik in učitelj nadvojvode Karla Jožefa. Popotoval je tudi po tujini - Franciji, Angliji, Nizozemski, Madžarski in Tirolski. 
Cesarica Marija Terezija ga je leta 1768 poslala v Spodnjo Avstrijo, kjer je 27. februarja ob 01:45 na območju Wiener Neustadta prišlo do potresa. Naglu je bilo naročeno, da opravi sistematično raziskavo škode, ki jo je povzročil potres.
Na pobudo Marije Terezije je začel  leta 1770 in 1779 pripravljati tudi zemljevid Dunaja in njegovega predmestja (objavljeno leta 1780/81). Bil je direktor fizikalnega kabineta od leta 1770 do leta 1790. Leta 1775 je bil imenovan za direktorja Filozofske fakultete Univerze na Dunaju - položaj, ki ga je opravljal do upokojitve, okoli leta 1790. 
1. ↑  Dr. Constant v. Wurzbach Nagel, Joseph Anton // Biographisches Lexikon des Kaiserthums Oesterreich: enthaltend die Lebensskizzen der denkwürdigen Personen, welche seit 1750 in den österreichischen Kronländern geboren wurden oder darin gelebt und gewirkt haben — Wien: 1856. — Vol. 20. — S. 31.